# شغب (جارية)
السيدة شغب هي زوجة الخليفة العباسي المعتضد بالله وأم الخليفة العباسي المقتدر بالله وكانت إحدى جواري المعتضد والسيدة هو اللقب الرسمي لها وشغب هو لقب أطلقه عليها المعتضد والتصق بها.

## الجارية شغب
ارتقت الجارية شغب بعد أن أصبحت زوجة خليفة وأم خليفة، وكان قصر الخليفة يعج بمؤامرت حريم الخليفة حيث لقي العديد من نساء الخليفة المعتضد حتفهن بالسم، خصوصا من تلد منهم ذكرا، ومنهن قطر الندى بنت أحمد بن طولون، ومنهن دريرة التي استأثرت ردحا من الزمان بقلب الخليفة المعتضد، وقد أنشأ لها حمام سباحة، وحين ماتت بكاها الخليفة شعرا. وبالطريقة نفسها توفيت جيجك الزوجة التركية للخليفة وأم ابنه المكتفي، وبقبول أم الخليفة القاهر بالله والتي اضطرت أن تكفله وتربيه مع ابنها، لكن القاهر لم ينس ثأر أمه عندما تولى الخلافة وانتقم منها.

## تولى ولدها المقتدر الخلافة
بويع ابن شغب لخلافة الدولة العباسية ولقّب المقتدر بالله وكان عمره ثلاث عشرة سنة، واستمر حكمه طوال ربع قرن تحكمت خلاله السيدة شغب بمقاليد السلطة وظلت تتحكم فيها ربع قرن من الزمان هي فترة خلافة ابنها المقتدر.
ولعبت شغب دوراً كبيراً في تدبير أمور الدولة وشؤون الحكم، بما في ذلك عزل وتعيين الوزراء وكبار المسؤولين، واستعانت بالعديد من النساء لمعاونتها في شؤون الحكم منهم على سبيل المثال تعيينها القهرمانة ثمل بمنصب يعادل قاضي القضاة لتنظر في عرائض الناس، فكانت تجلس ويحضر الفقهاء والقضاة والأعيان وتبرز التواقيع وعليها خطها.
ومن آثارها مستشفى أنشأته في بغداد، كان طبيبه سنان بن ثابت، وكان مبلغ النفقة فيه في العام سبعة آلاف دينار.

## وفاتها
بعد مقتل ولدها الخليفة المقتدر وتولّي أخيه محمد الذي لُقِّب بالقاهر ساءت أحوال السيدة شغب بعد أن فقدت المال والسلطة ومرضت حزنا على وفاة ولدها المقتدر، وكان الخليفة القاهر يظن أن شغب هي من قتلت أمه فانتقم منها لذلك وحاول أن يعرف أين تخبئ أموالها فعذبها لترشده إلى المكان ولكنها لم تعترف بشيء. نقلها الحاجب علي بن بليق إلى داره وجعلها عند والدته، وأكرمها إلا أن علتها من عذاب القاهر اشتدت عليها فتوفيت.